# Szklarska Droga
Szklarska Droga – (dawniej Stara Droga Celna niem.   Alte Zollstrasse) – górska droga leśna w południowo-zachodniej Polsce Górach Izerskich w woj. dolnośląskim.
Górska droga leśna 760–1020 m n.p.m. w Sudetach Zachodnich, na obszarze Gór Izerskich, prowadząca od Hutniczej Górki na Białej Dolinie w Szklarskiej Porębie, trawersem południowego zbocza Wysokiego Kamienia przez Rozdroże pod Izerskimi Garbami, Rozdroże pod Cichą Równią, Orle do Czech.

## Historia
Dawna Stara Droga Celna, przebiegała przez osiedle Orle od co najmniej XVII w. Był to jeden z najważniejszych traktów komunikacyjnych w Górach Izerskich. Droga prowadziła ze Szklarskiej Poręby Górnej od okolic dawnej huty szkła z 1617 r. w Białej Dolinie, poprzez Rozdroże pod Cichą Równią do Orle i dalej koło skałki Granicznik, obok komory celnej, przez most graniczny na Izerze do Czech, do znanej z wydobycia kamieni szlachetnych i hutnictwa szkła wsi Jizerka.
Dawniejsza nazwa Stara Droga Celna pochodzi od komory celnej, która powstała przy drodze w okolicach Orle po wytyczeniu w 1710 r. wzdłuż Izery granicy administracyjnej pomiędzy austriackimi prowincjami Czech i Śląska. Nowa nazwa „Szklarska Droga” powstała w XVIII w. gdy droga połączyła huty szkła i szlifiernie szkła w Białej Dolinie z nową hutą szkła „Karlsthal” w Orle.

## Obecnie
Odcinek drogi leśnej przebiegający na południe zboczami wzniesień, Kozi Grzbiet i Tkacka Góra od Orle do Harrachova zachował starą nazwę Stara Droga Celna

## Turystyka
Od Białej Doliny do Rozdroża pod Cichą Równiną (z wyłączeniem Zwaliska) Szklarską Drogą prowadzi szlak turystyczny:
- niebieski - ze Szklarskiej Poręby Dolnej do Świeradowa Zdr. przez Halę Izerską i Polanę Izerską.